# Papilio carolinensis
Espèce
Statut de conservation UICN

VU : Vulnérable
Papilio carolinensis est une espèce de lépidoptères (papillons) de la famille des Papilionidae. L'espèce est endémique des Philippines.

## Systématique
Papilio carolinensis  a été décrit pour la première fois en 1967 par l'entomologiste philippin Julián Navarro Jumalon (d) (1909-2000).